# Trisetella cordeliae
Trisetella cordeliae är en orkidéart som beskrevs av Carlyle August Luer. Trisetella cordeliae ingår i släktet Trisetella och familjen orkidéer. Inga underarter finns listade i Catalogue of Life.

## Bildgalleri

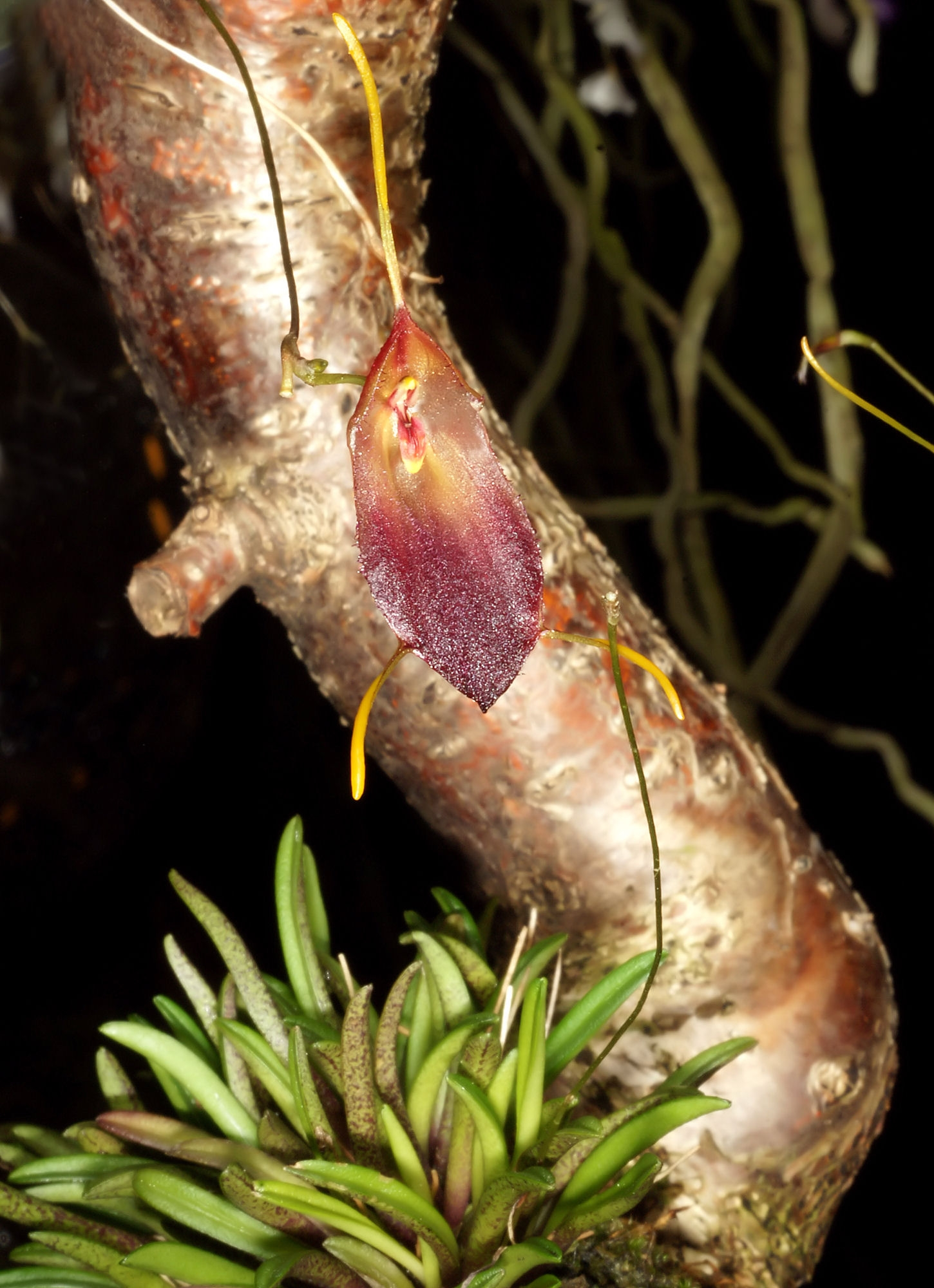